# Mariette Verrycken
Mariette Verrycken (Merksem, 14 januari 1935 - 7 februari 2011) was een Belgisch vrederechter en academica. Vanuit haar leidinggevende rol in tal van organisaties, was ze een voorvechtster van de rechten van vrouwen en geestelijk zwakkeren.

## Levensloop
Verrycken volbracht haar middelbare studies in het Koninklijk Lyceum in Antwerpen en behaalde in 1958 met onderscheiding een diploma van doctor in de rechten aan de Université Libre de Bruxelles. 
Van 1958 tot 1969 was ze advocaat bij de balie te Antwerpen. Van 1962 tot 1965 was zij tevens adviseur met rang van adjunct-kabinetschef bij minister van Justitie Piet Vermeylen.
Zij ontving de burgerlijke eretekens van Commandeur in de Leopoldsorde en Commandeur in de Kroonorde. Zij was gehuwd met Wladimir Plavsic, voormalig adjunct-adviseur bij de kanselarij van de Eerste Minister. 

## Vrederechter
In 1969 werd zij benoemd tot vrederechter voor het kanton Borgerhout, een functie die zij tot in 2002 uitoefende. Van 1992 tot 1998 was zij voorzitster van het Koninklijk verbond van vrede- en politierechters en van 1992 tot 1996 van de Nationale Commissie van de Magistratuur.

## Academische en wetenschappelijke loopbaan
Tijdens en na haar professionele loopbaan was zij docente aan zowel de rechtsfaculteit (vak “Franse rechtsterminologie”) als de faculteit geneeskunde (vak “bejaarden en de wetgeving”) van de Vrije Universiteit Brussel, hoofdredactrice van het tijdschrift Ius et Actores (2007-2009), voorzitster van de Belgische Federatie van Universitair gediplomeerde Vrouwen en voorzitster van de Julie Renson-Stichting. Zij gaf les aan het Instituut voor Gerechtelijke Opleiding te Brussel.

## Auteurschap
Verrycken werkte mee aan de publicatie van het Wetboek Vrederechter/Code du Juge de Paix, uitgegeven door Knops Publishing te Herentals en maakte deel uit van het leescomité van het boek De rechten van personen met dementie – Een praktische gids, uitgegeven door de Koning Boudewijnstichting in 2010. Ook maakte zij deel uit van de begeleidingscommissie voor de Syllabus Magistratuur Nederlands-Frans-Duits, ontwikkeld als voorbereiding op het examen voor de noodzakelijke (parate) kennis van de gebruikelijke juridische terminologie voor magistraten, uitgegeven door Selectiebureau van de Federale Overheid (Selor).

## Publicaties
- De juridische aspecten van de familieplanning, Tijdschrift van de Belgische Federatie van Vrouwenstudies, 1971, p. 47 ; Rechtskundig Weekblad, 1972-1973, p. 1601
- Is onze vrees voor de geleidelijke aftakeling van onze familiale bevoegdheden gegrond?, Tijdschrift voor de Vrederechters, 1974, pp. 129-142
- De voogdij over het ontkend kind, Tijdschrift voor vrederechters, 1984, p. 97
- Onbekwamen, Tijdschrift voor privaatrecht, 1985, p. 491
- De wetgeving inzake het beheer van goederen van geesteszieken, Vlaams tijdschrift voor gezondheidsrecht, 1991, p. 185
- Procedurele waarborgen bij dwangopname van een psychiatrische patiënt, in: Liber Amicorum E. Krings, Story-Scientia, 1991
- De Krankzinnigenwet en haar vervanging door de Wetten van 26 juni 1990 en 18 juli 1991: parlementaire voorbereiding. Krachtlijnen en eerste bilan, in: Het nieuwe statuut van de geesteszieken (wetten van 1990-1991), Kluwer, 1992
- De vrederechter en de geesteszieke, in: De vrederechter en het gerechtelijk recht, Story-Scientia, 1992
- De dwangopname van de psychiatrische patiënt: de wet van 26 juni 1990 betreffende de bescherming van de persoon van de geesteszieke, in: Wet van 26 juni 1990 betreffende de bescherming van de persoon van de geesteszieke, Julie Renson Stichting, 1992
- Premières applications de la loi du 3 août 1992 modifiant le Code judiciaire, Jurisprudence de Liège, Mons et Bruxelles, 1993, p. 470
- De juridische bescherming van de feitelijk onbekwame bejaarden, Hospitalia, 1992, p. 56
- Le français juridique en Belgique, in: Français juridique et science du droit, Bruylant, 1995
- De rechter en de leefwereld van de rechtzoekende, Algemeen Juridisch Tijdschrift - Dossier 1995-96, p. 112
- De gedwongen psychiatrische opname en het voorlopig bewind na 7 jaar toepassing, Tijdschrift voor gezondheidsrecht, 1999-2000, p. 112
- De nieuwe voogdij: een eerste verkenning, Tijdschrift voor privaatrecht, 2001, p. 1423
- Le juge de paix conciliateur, Tijdschrift voor de vrederechter, 2002, p. 435
- Le juge de paix conciliateur, in: The Belgian reports at the Congress of Brisbane of the International Academy of Comparative Law, Bruylant, 2002
- Openvallen en organisatie van de voogdij, in: De hervorming van het voogdijrecht, Intersentia, 2002
- De toepassing van de wetten van 27 maart en 29 april 2001, in: Jongeren en Recht, Intersentia, 2003, p. 67
- De juridische bescherming van de feitelijk onbekwamen, in: Geheugenstoornissen, revalidatie en psychosociale zorg, Acco, 2003
- Enkele knelpunten bij de toepassing van de wet van 18 juli 1991 betreffende de bescherming van de goederen van personen die wegens hun lichaams- of geestestoestand geheel of gedeeltelijk onbekwaam zijn die te beheren, in: Voorlopig Bewind, Bruylant, 2004
- L'administration provisoire et les personnes âgées - Réflexions de lege ferenda, in: Liber amicorum Paul Delnoy, Larcier, 2005
- De minnelijke schikking - Interview met Vrederechter Frederik Evers, Ius & Actores 2009, pp. 149-157
- Is Vrouwe Justitia meer vrouw dan ooit ? - Een persoonlijke reﬂectie omtrent de impact van de feminisering van juridische beroepen op de jurisdictie en het gerechtelijk apparaat, in: In Haar Recht – Vrouwe Justitia Feministisch Bekeken, VUB Press, 2009
- Moge de vrederechter zijn specificiteit behouden, Tijdschrift voor de Vrederechters, 2009, pp. 527-530
- Het Instituut voor gerechtelijke opleiding - Vraaggesprek met haar Directeur, mevrouw Edith Van den Broeck, Ius & Actores 2010, pp. 33-40
- Interview met notaris Alois Van den Bossche naar aanleiding van het tienjarig bestaan van de benoemingscommissies voor het notariaat, Ius & Actores 2009, pp. 139-151